# Żona fil-Baħar fix-Xlokk
Żona fil-Baħar fix-Xlokk este o arie protejată (arie de protecție specială avifaunistică — SPA) din Malta întinsă pe o suprafață de 21.915,82 ha, integral marine.

## Localizare
Centrul sitului Żona fil-Baħar fix-Xlokk este situat la coordonatele 35°30′00″N 14°41′00″E / 35.5°N 14.6834°E.

## Înființare
Situl Żona fil-Baħar fix-Xlokk a fost declarat arie de protecție specială avifaunistică în noiembrie 2016 pentru a proteja 1 specie de animale.

## Biodiversitate
Situată în ecoregiunea marină mediteraneană, aria protejată nu include niciun habitat protejat.
La baza desemnării sitului se află o specie protejată de  păsări: Calonectris diomedea.